# Gare de Loreux
La gare de Loreux est une gare ferroviaire française de la ligne de Salbris au Blanc, située sur le territoire de la commune de Loreux, dans le département de Loir-et-Cher, en région Centre-Val de Loire.
C'est une halte de la Société nationale des chemins de fer français (SNCF) desservie par les trains du réseau TER Centre-Val de Loire.

## Situation ferroviaire
Établie à 96 m d'altitude, la halte de Loreux est située au point kilométrique (PK) 197,300 de la ligne de Salbris au Blanc, entre les gares de Selles-Saint-Denis et de Villeherviers.

## Histoire
Elle est mise en service le 26 décembre 1901 avec l'ouverture de la voie entre la gare de Salbris et la gare de Romorantin-Blanc-Argent. Le bâtiment voyageurs existe toujours mais il est désaffecté.

## Service des voyageurs

### Accueil

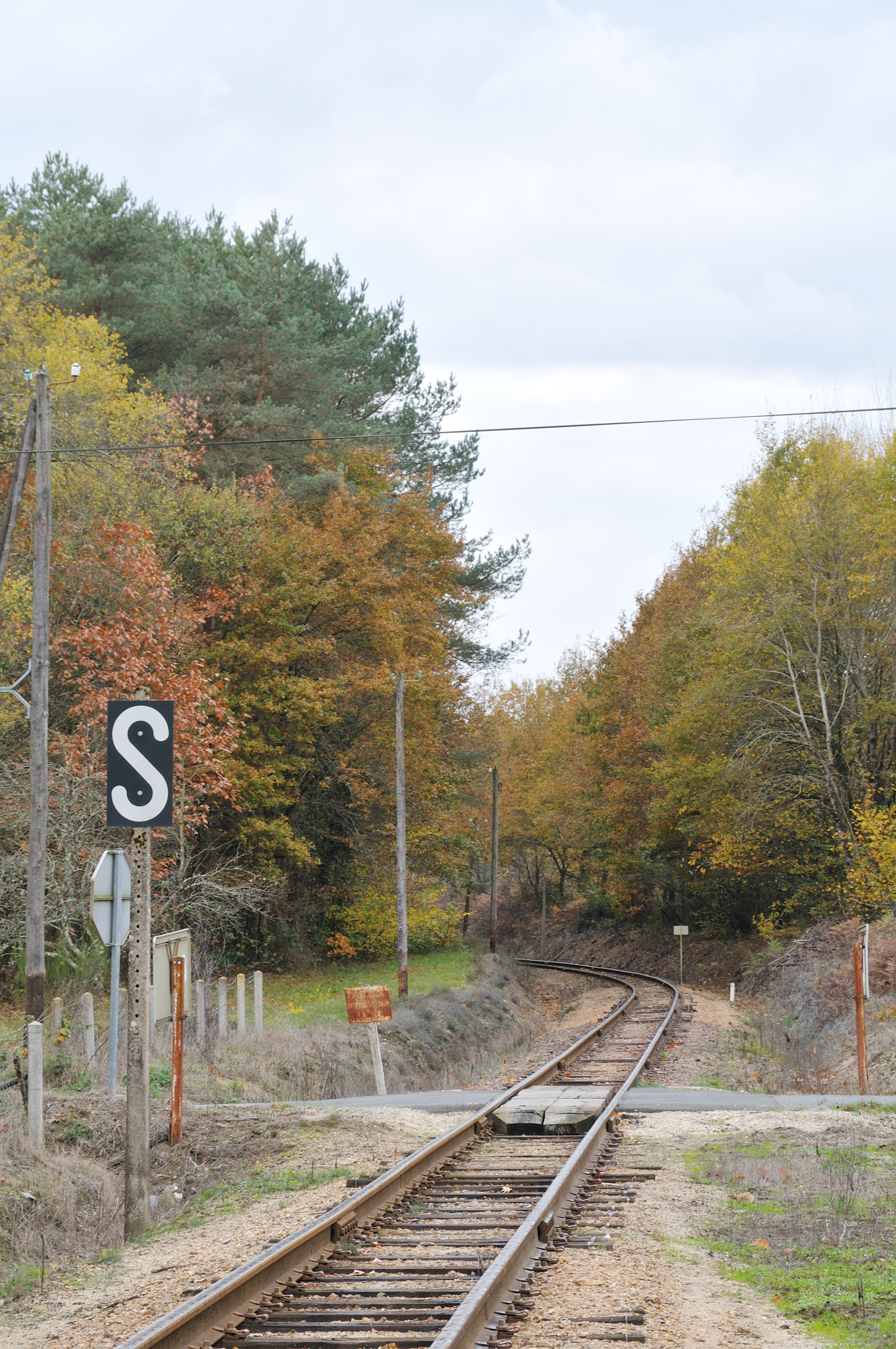
La voie ferrée vers Romorantin.

Halte SNCF, c'est un point d'arrêt non géré (PANG) à entrée libre. Elle est équipée d'un quai latéral, encadrant une voie.

### Desserte
En 2012, la halte est desservie par la relation commerciale Luçay-le-Mâle - Romorantin-Lanthenay - Salbris (TER Centre-Val de Loire), les trajets étant assurés par des autorails X 74500 et X 240.

### Intermodalité
Un parking pour les vélos y est aménagé.